# Secretaria de Estado de Assistência Social e dos Direitos Humanos de Mato Grosso do Sul
| Secretaria de Assistência Social e dos Direitos Humanos                                               |                                                                |
| Avenida Desembargador José Nunes da Cunha, s/n - Parque dos Poderes, bloco 3 Campo Grande, MS Sead-MS |                                                                |
| Criação                                                                                               | 30 de julho de 1979; recriada em 1 de janeiro de 2023 (2 anos) |
| Atual secretária                                                                                      | Patrícia Cozzolino                                             |

A Secretaria de Estado de Assistência Social e dos Direitos Humanos de Mato Grosso do Sul (Sead) é o órgão estadual que coordena todas as atividades direta e indiretamente ligadas às políticas públicas de assistência social, direitos humanos, defesa do consumidor e cidadania. É uma das 12 secretarias que integram o Governo de Mato Grosso do Sul.

## História
Ao ser instalado, em janeiro de 1979, o estado tinha uma estrutura administrativa enxuta. A infraestrutura, bens e servidores da área foram herdados do estado de Mato Grosso quando da criação de Mato Grosso do Sul, assim como toda a massa que viria a compor o novo governo.
Cabia à Fundação do Trabalho e Promoção Social, vinculada à Secretaria de Estado de Desenvolvimento de Recursos Humanos, o apoio e a assistência aos cidadãos em vulnerabilidade social. A pasta de Desenvolvimento Social só foi criada em 30 de julho daquele ano, através de lei instituindo os sistemas estaduais de saúde, educação e desenvolvimento social
Foi extinta em junho de 1985, sendo recriada em março de 1987 sob a denominação de Secretaria de Estado de Ação Social e Comunitária. Em janeiro de 1989, passou a ser intitulada apenas como Secretaria de Estado de Ação Comunitária. Já em fevereiro de 1990, foi fundida à pasta de Justiça e a de Trabalho, sendo excluída da nomenclatura no ano seguinte.
A pasta só foi recriada em 2000, como Secretaria de Estado de Assistência Social, Cidadania e Trabalho. Em 2003, foi fundida à recém-criada secretaria de Trabalho. Apenas em 2023, após oito anos como parte da pasta de Direitos Humanos, foi recriada com a designação atual.

## Atribuições
Entre suas funções, cabe à secretaria a coordenação, a promoção e a fiscalização das ações que garantam a plena cidadania, por meio da execução das políticas de assistência social, direitos humanos e de defesa do consumidor.

## Lista de secretários
| Nº | Nome                  | Início do mandato       | Fim do mandato          | Governador                 | Notas e referências  | Órgão                                                                                      |
| 1  | Rubens Nunes da Cunha | 2 de agosto de 1979     | 30 de maio de 1980      | Marcelo Miranda            | [ 6 ]                | Secretaria de Estado de Desenvolvimento Social                                             |
| 2  | Augusto Wanderley     | 1° de junho de 1980     | 28 de outubro de 1980   | Marcelo Miranda            | [ 21 ] [ 22 ]        | Secretaria de Estado de Desenvolvimento Social                                             |
| 2  | Augusto Wanderley     | 28 de outubro de 1980   | 6 de novembro de 1980   | Londres Machado (interino) | [ 21 ] [ 22 ]        | Secretaria de Estado de Desenvolvimento Social                                             |
| 3  | José Mendes           | 7 de novembro de 1980   | 12 de fevereiro de 1982 | Pedro Pedrossian           | [ 23 ]               | Secretaria de Estado de Desenvolvimento Social                                             |
| 4  | Denas Lugo            | 15 de fevereiro de 1982 | 4 de março de 1982      | Pedro Pedrossian           | [ 24 ]               | Secretaria de Estado de Desenvolvimento Social                                             |
| 5  | Aureotilde Monteiro   | 14 de abril de 1982     | 27 de maio de 1982      | Pedro Pedrossian           | [ 25 ]               | Secretaria de Estado de Desenvolvimento Social                                             |
| 6  | Denas Lugo            | 28 de maio de 1982      | 4 de março de 1983      | Pedro Pedrossian           | [ 26 ]               | Secretaria de Estado de Desenvolvimento Social                                             |
| 7  | Rosário Congro Neto   | 15 de março de 1983     | 26 de março de 1985     | Wilson Barbosa Martins     | [ 27 ] [ 28 ] [ 29 ] | Secretaria de Estado de Desenvolvimento Social                                             |
| 8  | Celina Jallad         | 13 de março de 1987     | 2 de janeiro de 1990    | Marcelo Miranda            | [ 30 ] [ 31 ] [ 32 ] | Secretaria de Estado de Ação Social e Comunitária Secretaria de Estado de Ação Comunitária |
| 9  | Agamenon do Prado     | 26 de outubro de 2000   | 4 de abril de 2001      | Zeca do PT                 | [ 15 ]               | Secretaria de Estado de Assistência Social, Cidadania e Trabalho                           |
| 10 | Eloísa Castro Berro   | 4 de abril de 2001      | 31 de dezembro de 2002  | Zeca do PT                 | [ 33 ] [ 34 ]        | Secretaria de Estado de Assistência Social, Cidadania e Trabalho                           |
| –  | Elisa Nobre           | 1º de janeiro de 2023   | 26 de janeiro de 2023   | Eduardo Riedel             | [ 35 ] [ 36 ] [ 37 ] | Secretaria de Estado de Assistência Social e dos Direitos Humanos                          |
| 11 | Patrícia Cozzolino    | 26 de janeiro de 2023   | Atualidade              | Eduardo Riedel             | [ 38 ] [ 39 ]        | Secretaria de Estado de Assistência Social e dos Direitos Humanos                          |